# Ruban jaune (mouvement)
Pour les articles homonymes, voir Ruban jaune (homonymie).
Le Ruban jaune (ukrainien : Жовта стрічка (Jovta stritchka)) est un mouvement de résistance dans les territoires occupés de l'Ukraine, créé en avril 2022 après l'invasion militaire russe. Le but du mouvement est la résistance informationnelle aux occupants russes.

## Symbolique
Dans une interview accordée à la publication en ligne « NV », des représentants du mouvement ont évoqué la signification du ruban jaune:

« Il n'y a pas de symbolisme profond dans le nom du ruban jaune. Le jaune est une couleur vive sur le drapeau de l'Ukraine. Et la phrase elle-même est facile à retenir. »